# ソララドアペンド
『ソララドアペンド』は、2004年12月29日にKey Sounds Labelより発売されたCDである。

## 概要
ゲームブランドKeyより発売されたパソコンゲーム「CLANNAD」のイメージボーカルアルバム第2弾。オリジナルは2004年冬に開催されたコミックマーケット67にて発売され、その後2006年2月24日に一般発売された。同ゲームに使用されたBGMに作詞・編曲を行いボーカル曲としたものを4曲収録している。ボーカルはゲームのオープニング・エンディング主題歌を担当したriyaが歌っている。

## 収録曲
1. 同じ高み（作詞：Key / 作曲：麻枝准 / 編曲：まにょっ/violin Weisswurst）
原曲は「同じ高みへ」。
2. 風の少女（作詞：Key / 作曲：戸越まごめ / 編曲：まにょっ/violin Weisswurst）
原曲は原作のヒロインの一人である伊吹風子のテーマ曲「は～りぃすたーふぃっしゅ」。テレビアニメ第1期第9話では挿入歌として用いられた。
3. ひとひらの桜（作詞：Key / 作曲：麻枝准 / 編曲：たくまる）
原曲は「遙かな年月」。
4. 木漏れ日（作詞：Key / 作曲：戸越まごめ / 編曲：たくまる）
原曲は原作のタイトル画面で流れる「汐」。テレビアニメ第2期第20話では挿入曲として用いられた。